# Adam Emanuël Carolus de Stürler de Frienisberg
Adam Emanuel Carolus de Stürler de Frienisberg (30 januari 1807 – Deventer, 5 januari 1890) was een Nederlandse generaal-majoor, in 1876 verheven in de adel als jonkheer.
De Stürler, telg uit het geslacht De Sturler, werd geboren als zoon van de in Bern geboren Junker Gabriel Ludwig de Stürler de Frienisberg (1756-1831), officier van het Zwitsers regiment in Statendienst, en diens tweede echtgenote, de Nederlandse Anna Paulina Vijfhuis (1778-1846). In 1828 trad hij in legerdienst als officier bij de cavalerie, klom op tot generaal-majoor in actieve dienst en werd bij zijn ontslag in 1870 bevorderd tot luitenant-generaal titulair. Van 1861 tot 1890 was hij buitengewoon adjudant van Koning Willem III. Hij was commandeur in de Orde van de Eikenkroon. Vanaf 1872 was hij bestuurslid van de Vereeniging het Metalen Kruis.
Hij trouwde in 1834 met Davida Hallungius (1808-1882) met wie hij zes kinderen kreeg, onder wie de burgemeester jhr. Ludwig August Henri de Sturler de Frienisberg. Op 23 mei 1876 werd hij in de Nederlandse adel verheven waardoor hij en zijn nageslacht het adelspredicaat jonkheer/jonkvrouw verkregen. Met een kleindochter stierf zijn tak in 1952 uit. 
In 1863 deed hij een uitgave over zijn familie verschijnen, waarvan in 1882 een herdruk verscheen.
Van hem en zijn echtgenote bestaan pendantportretten van een onbekende schilder uit 1852.